# Jembrana formosana
Jembrana formosana är en insektsart som beskrevs av Kato 1933. Jembrana formosana ingår i släktet Jembrana och familjen spottstritar. Inga underarter finns listade i Catalogue of Life.